# Canadian Brass
 (mai 2012).
Si vous disposez d'ouvrages ou d'articles de référence ou si vous connaissez des sites web de qualité traitant du thème abordé ici, merci de compléter l'article en donnant les références utiles à sa vérifiabilité et en les liant à la section « Notes et références ».
Le Canadian Brass est un quintette de cuivres canadien créé par Charles Daellenbach et Gene Watts en 1970.
Composé de deux trompettistes, d'un corniste, d'un tromboniste et d'un tubiste, le groupe s'est produit dans le monde entier et a enregistré plus d'une centaine de CD et DVD. Sur YouTube, leurs vidéos totalisent plus de 28 millions de vues.
Considéré comme « le meilleur brass ensemble au monde » par le Washington Post[réf. nécessaire], le groupe interprète des morceaux de styles divers, allant du baroque au classique, en passant par le blues, le jazz ou la pop.
Toujours vêtus d'un complet assorti de chaussures de sport blanches, les musiciens allient à leurs performances instrumentales un jeu de scène chorégraphique et humoristique.

## Membres
Membres actuels
- Dr Charles "Chuck" Daellenbach, tuba (1970-...)
- Mikio Sasaki, trompette (2024-...)
- Joe Burgstaller, trompette (2001–2004, 2007–2009, 2023-...)
- Jeff Nelsen, cor, (2018-...)
- Keith Dyrda, trombone (2010-2011, 2024-...)

Anciens membres
- Eugene Watts, trombone (1970–2010)
- Stuart Laughton, trompette (1970–1971, 2003–2005)
- Graeme Page, cor (1970–1983)
- Ronald Romm, trompette(1971–2000)
- Fred Mills, trompette (1972–1996)
- Martin Hackleman, cor (1983–1986)
- David Ohanian, cor (1986–1998)
- Jens Lindemann, trompette (1996–2001)
- Christopher Cooper, cor (1998–2000)
- Jeff Nelsen, cor (2000–2004, 2007–2010)
- Ryan Anthony, trompette (2000–2003)
- Joe Burgstaller, trompette (2001–2004, 2007–2009)
- Bernhard Scully, cor (2004–2007,2014-2018)
- Keith Dyrda, trombone (2010-2011)
- Brandon Ridenour, trompette (2005-2013 - 2019-2022)
- Chris Coletti, trompette, (2009-2019)
- Eric Reed, cor (2010-2014)
- Jeroen Berwaerts, Trumpet Dream Team
- Manon Lafrance, Trumpet Dream Team
- Fábio Brum, trompette (2022-2023)
- Caleb Hudson, trompette, (2013-2023)
- Achilles Liarmakopoulos, trombone, (2011-2024)
- Ashley Hall-Tighe, trompette (2023-2024)

## Source
- (en) Cet article est partiellement ou en totalité issu de l’article de Wikipédia en anglais intitulé « Canadian Brass » (voir la liste des auteurs).

## Référence
1. ↑  La chaine Youtube du groupe